# Friedrich-Wilhelm Bock
Friedrich-Wilhelm Bock (ur. 5 maja 1897 we Wrześni, zm. 11 czerwca 1978 w Hanowerze) – niemiecki wojskowy, SS-Oberführer.

## Życiorys
W grudniu 1939 został mianowany dowódcą 3 batalionu Policji Porządkowej na terenie Generalnego Gubernatorstwa. Brał udział w działaniach przeciwko ludności polskiej. Od maja 1940 w SS, dowodził trzema dywizjami SS: 9 Dywizją Pancerną SS „Hohenstaufen”, 4 Dywizją Grenadierów Pancernych SS „Polizei” i łotewską 19 Dywizją Grenadierów SS.
Kawaler Żelaznego Krzyża Rycerskiego z Liśćmi Dębu (Ritterkreuz des Eisernen Kreuzes mit Eichenlaub).